# Districtul Elbasan

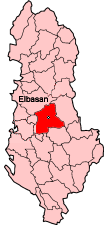
Districtul Elbasan în Albania

Elbasan este un district în Albania.
1. 1 2 3  GeoNames